# 松尾恵美子
松尾 恵美子 (まつお えみこ) は、日本の人事官僚、人事院事務総長。東京都出身。

## 人物
1984年、早稲田大学法学部卒業後、人事院入庁。
1988年コーネル大学在外研究員、1992年
外務省国際連合局国連政策課、1994年人事院給与局給与第二課長補佐、1997年任用局企画課人事交流専門官、1999年管理局調査役、2003年柏市助役、2006年職員福祉局国際課長、2009年職員福祉課長、2013年事務総局審議官、2015年給与局次長。
2016年国家公務員倫理審査会事務局長、2017年総括審議官、2019年給与局長。
2021年、事務総長。2022年、退任。
2023年6月、日本アルコール産業株式会社社外取締役。